# Peromyscopsylla ebrighti
Peromyscopsylla ebrighti är en loppart som först beskrevs av C.Fox 1926.  Peromyscopsylla ebrighti ingår i släktet Peromyscopsylla och familjen smågnagarloppor. Inga underarter finns listade i Catalogue of Life.